# Echymipera rufescens
Espèce
Statut de conservation UICN

 LC  : Préoccupation mineure
Echymipera rufescens est une espèce de marsupiaux.